# Adam Pastucha
Adam Pastucha (ur. 4 sierpnia 1954 r. w Cieszynie) – luterański działacz kościelny, działacz samorządowy, w latach 2001-2022 wiceprezes Konsystorza Kościoła Ewangelicko-Augsburskiego w RP.

## Życiorys
Od urodzenia mieszka w Dębowcu na Śląsku Cieszyńskim. W 1973 ukończył II Liceum Ogólnokształcące im. Mikołaja Kopernika w Cieszynie. Następnie studiował w Filii w Bielsku-Białej Politechniki Łódzkiej na Wydziale Mechanicznym. Studia ukończył w 1978 z tytułem magistra inżyniera mechanika o specjalności technologia maszyn.
W latach 1978–1999 pracował w Fabryce Automatyki Chłodniczej w Cieszynie, dochodząc do stanowiska głównego mechanika. Po przekształceniu zakładu w spółkę prawa handlowego został wybrany na członka rady nadzorczej, której był sekretarzem przez dwie kadencje. W latach 1999–2002 był dyrektorem firmy Jawal S.J.A. Sp. z o.o. w Gumnach koło Cieszyna. Od 2002 r. pracuje w Ewangelickim Domu Opieki "Emaus" w Dzięgielowie jako zastępca dyrektora, a od 2007 r. dyrektor.
Działacz samorządowy. W latach 1990–2010 był członkiem rady gminy Dębowiec, a w latach 1994-2006 jej przewodniczącym.
Jest aktywnym wiernym w Kościele Ewangelicko-Augsburskim w RP. Przez wiele lat był członkiem Rady Parafialnej parafii w Skoczowie. Członek Synodu Diecezjalnego Diecezji Cieszyńskiej. Od 1991 r. (przez kilka kadencji) był radnym Rady Diecezjalnej Diecezji Cieszyńskiej, a od 1996 do 2012 r. był jej kuratorem (najwyższa świecka funkcja w diecezji). Był wybierany do Synodu Kościoła X, XI, XII i XIII kadencji. Od roku 2001 był wiceprezesem Konsystorza Kościoła. 
W dniu 18 lutego 2013 r. prokurator Oddziałowego Biura Lustracyjnego w Katowicach wystąpił z wnioskiem do Sądu Okręgowego w Katowicach o wszczęcie postępowania lustracyjnego wobec Adama Pastuchy i uznanie, że złożył on niezgodne z prawdą oświadczenie lustracyjne z uwagi na zarejestrowanie go jako TW Zwiadu Wojsk Ochrony Pogranicza, o pseudonimie „PIOTR”. Od 2007 roku Pastucha zasiadał w Komisji Historycznej zajmującej lustracją luteran. 
Sąd Apelacyjny w Katowicach prawomocnym orzeczeniem z dnia 12 listopada 2015 r., utrzymał w mocy orzeczenie Sądu I instancji z dnia 9 czerwca 2015 r, który wydał orzeczenie uznające, iż Adam Pastucha złożył zgodne z prawdą oświadczenie lustracyjne. 
W 2022 ubiegał się o kolejną reelekcję na urzędzie Wiceprezesa Konsystorza. Synod wybrał jednakże Emira Kasprzyckiego.